# Viktor Rydberg
Abraham Viktor Rydberg (født 28. december 1828 i Jönköping, død 21. september 1895 på Ekeliden ved Djursholm) var en svensk digter. 
Rydberg mistede tidlig sine forældre, hvorfor han havde vanskeligt ved at få regelmæssig skolegang; et uundgåeligt skoleophold i Växjö forbedrede ikke hans Omstændigheder, så han måtte allerede som skolediscipel optræde som journalist, måtte senere tage plads som korrekturlæser, medens han samtidig vovede sig frem med sine første digteriske forsøg, Vampyren (1848), Ett äventyr i finska skärgården (1850) og Positivspelarne (1851). De er påvirkede af franske sensationsromaner; men særlig den sidste indeholder, trods mange ungdommeligheder, sikre vidnesbyrd om kendskab til udenrigspolitiske forhold og om hans allerede vakte varme begejstring for frihedskampens ret. Først efter denne journalisttjeneste kunde Rydbergs omstændigheder tillade ham ophold i universitetsbyen; han blev student 1851: men året efter måtte han forlade Lund, hvor han dog som medlem af den lille litterære klub Sju-stjernan var blevet stærkt bestyrket i sin litterære higen. Rydberg var derefter i to år huslærer i Göteborg og senere i Lidköping; her traf han 1854 sammen med den nye redaktør af Göteborgs Handels- och Sjöfartstidning, Sven Adolf Hedlund, til hvem han gennem mange års venskab kom i stor taknemlighedsgæld for påvirkning og råd. Fra 1855 ansattes Rydberg ved Hedlunds blad og var nu sikret for fremtiden; men tillige fik han derved rig anledning til at træde op som forkæmper for de interesser og ideer, han måske ellers kun havde hyldet i sit hjerte. Rydberg var nemlig ikke initiativets mand, hans evner udfoldede sig egentlig først på opfordring af den rådgivende ven. Han begyndte sin virksomhed som feuilletonredaktør, oversatte, bearbejdede og forfattede romanlæsning, leverede bog- og teaterkritik, men gik 1860 over til udenrigspolitikken; han leverede tillige større afhandlinger og oversigter, af hvilke serien: Huru skall Sverige bevara sin själfständighet (1859) samt hans indlæg i skolesagen må fremhæves.
Som skønlitterær forfatter vakte Rydberg opmærksomhed ved landsbyfortællingen De vandrande djäknarne (1856), året efter udsendte han Fribytaren på Östersjön, Singoalla (i kalenderen Aurora) og 1859 Den siste atenaren. Allerede i de to første, der ligesom sidstnævnte oprindelig tryktes som feuilleton i hans blad, udtales det livssyn, han senere med så stor styrke har kæmpet for i Sveriges litteratur: udpræget demokratisk hensyntagen og den frie forsknings fet over for dogmetvang; i Singoalla gives fuldendt kunstnerisk udtryk for Rydbergs evighedslængsel; men det er egentlig først i Siste atenaren, som han selv betegnede som et tendensskrift for åndelig frihed, at han giver klarest udtryk for sine tanker. Denne roman vakte dog først almenhedens opmærksomhed, da den udkom i ny udgave (1866); men da havde Rydberg også på mere ostentativ måde slået til lyd for sine frisindede anskuelser. Rydbergs hævdelse af tankens frihed måtte hurtig støde an og særlig paa det religiøse område. Ved 1860'ernes begyndelse havde Nils Ignell vakt opsigt ved sin grundige kritiske behandling af religiøse spørgsmål, og Rydberg trådte i brechen ved forskellige bladartikler. Sagen vakte opsigt, og da fordybede Rydberg sig i spørgsmålene og udarbejdede: Bibelns lära om Kristus (1862), der på grundlag af Tübinger-skolens forskning, en med stor selvstændighed undersøger overensstemmelsen mellem Kirkens og Bibelens lære og bestemmer forholdet mellem Kristus' optræden og den jødiske Messias-tanke på en måde, som vakte langvarig strid, i hvilken særlig Anders Fredrik Beckman tog til genmæle. I det af Carl Simon Warburg udgivne frisindede tidsskrift offentliggjorde Rydberg 1864 Jehovatjänsten hos hebréerna og Medeltidens magi; desuden udarbejdede han modskrifter i striden, Kyrka och prästerskap (1868), Om människans föruttillvaro (samme år) samt det betydelige skrift Urpatriarkernas släkttafla i Genesis och tideräkningen hos de 70. uttolkarne (1870). Det sidste indlæg i striden var det optimistiske skrift: Om de yttersta tingen (1880).
I 1868 var Rydberg lægmandsombud ved kirkemødet, 1870—72 havde han sæde i rigsdagen, men indflydelse øvede han egentlig ikke her, det var kun hans deltagelse i bibelkommissionens arbejde, som afvandt ham interesse, idet hans sprogrensning kan dateres herfra. Officiel anerkendelse modtog han fra 1877, da han udnævntes til Dr. honoris af begge universiteter. Året efter blev han medlem af Svenska Akademien, og nu fulgte anerkendelserne hurtig efter hinanden. En udenlandsrejse, som sluttede med et længere ophold i Rom, uddybede hans kunsthistoriske og kunstpsykologiske studier, som det vil ses af hans Romerska dagar (1877); Romerska sägner om apostlarne Petrus och Paulus (1874) var et mere skønlitterært udtryk for nyvakt poetisk skabertrang. Den egentlige impuls modtog han imidlertid fra sin sysselsættelse med oversættelse af Goethes Faust. I 1866 havde han begyndt sin oversættelse; men den omhyggelige, næsten pertentlige udarbejdelse tog lang tid, og først ti år efter udkom Faust, I; to år senere offentliggjorde han sin redegørelse for indholdet af andet bind. I Svea (1864) fandtes allerede en del digte af Rydberg; disse omarbejdedes og forøgedes til et bind Dikter (1882), der med ét henledte opmærksomheden på hans mesterskab som verskunstner. Han har 
her i Dexippos, Jubelfestkantat, Prometheus och Ahasverus og flere givet fuldendt kunstnerisk udtryk for sin idealistiske, socialpoetiske livsanskuelse.
Rydberg havde fra 1876 i Göteborg været ansat som forelæser i kulturhistorie og filosofi; imidlertid giftede han sig 14. marts 1879 med en ung dame, som ofte havde besøgt hans forelæsninger, Susen Emilie Hasselblad, med hvem han levede et lykkeligt samliv. I 1884 modtog han professuren i kulturhistorie i Stockholm, og derved ledtes han til en rig produktion både som forelæser og som skribent. En lang række runologiske og mytologiske arbejder stammer fra denne tid; Bangs og Bugges forskninger fremkaldte modskrifter fra Rydberg, og med den ham ejendommelige blanding af fantasi og lærdom udarbejdede han sine dybsindige skrifter Segersvärdet (1884), Undersökningar i germansk mytologi, I—II (1886—89) samt børnebogen Fädernas gudasaga (1887). Disse arbejder er tankevækkende, og hans Undersökningar er et med stor flid og omhu samlet værk; men deres videnskabelige værdi i moderne forstand er ikke stor, fordi Rydberg over for kilderne ikke har udøvet historisk kritik. Professuren gav ham også anledning til uddybelse af hans livsanskuelser; han udarbejdede Ting och fenomen ur empirisk synpunkt (1890), uddybet i Den mekaniska världsteorien, hvor hans idealistiske livssyn præges af stærkere realisme; den er optaget i Rydbergs interessante essaysamling Varia, I (1894); men de fleste af hans studier nåede kun i foredragsform frem for offentligheden, men udgavs 1900—06 ved Robert Höckert og til dels Karl Warburg, i alt i 11 bind.
I året 1891 beredte Rydberg læseverdenen den overraskelse at udsende to digterværker Vapensmeden og Dikter, II: I "Vapensmeden" fremstiller han ligesom i "Siste atenaren" brydningen mellem bogstavtro dogmetro og human livsanskuelse, medens han derimod i de fleste af digtene udformer socialpoetiske anskuelser, således i Grubblaren, Lifslust og lifsleda samt i det pragtfulde Grottesången og flere. I Sveriges litteraturudvikling betegner Rydbergs optræden frembrud af liberale anskuelser; men Rydberg var, selv i sin stærkeste forkyndelse, streng idealist, hans digtning er spekulativt abstrakt, derfor er personerne mere typiske end individuelle, og hans lyrik er ikke stemningsudfoldelse, men bestandig mere fuldendte udtryk for dyb tankerigdom og mandig visdom. Hans anlæg og udvikling er så specifikt svenske, at hans videnskabelige skrifter, hans optræden i religionsstriden, hans fra Boström påvirkede filosofi og hans digtning kun rettelig forstås på baggrund af den svenske kulturudvikling; derfor er også hans opdragende indflydelse i dens vidtrækkende omfang indskrænket til denne kultur. Efter hans død udgavs Samlade Skrifter (14 bind, 1896—99), Valda Skrifter 1912—13.